# Tempête Joachim
Pour les articles homonymes, voir Joachim et Tempête (homonymie).
La tempête Joachim est une dépression météorologique hivernale formée le 15 décembre 2011 et dissipée le 18 décembre 2011 ayant touché l'Ouest de l'Europe.
Elle touche d'abord le Nord-Ouest de l'Espagne pour ensuite se diriger vers la France et la Suisse durant les 15 et 16 décembre. Elle fait une victime en France, en Indre-et-Loire. Au soir du 16 décembre, elle touche le Luxembourg, le Nord-Ouest de l'Allemagne, ainsi que l'Autriche, et occasionne quelques dégâts malgré la diminution de l'intensité des vents. Elle se décale ensuite vers l'est, touchant la Pologne et la Finlande le 17 décembre 2011, avant de se dissiper le lendemain.
Le nom Joachim provient d'une liste de noms utilisée depuis 1954 par l’université libre de Berlin (ULB) pour nommer les tempêtes synoptiques qui affectent l'Europe. Son usage s'est répandu aux autres pays du continent depuis cette époque. Depuis 2002, l’ULB utilise des noms suggérés par le public qui doit payer un certain montant servant au financement de l'observatoire météorologique de l’université.

## Évolution météorologique
Le 8 décembre 2011, la National Oceanic and Atmospheric Administration (NOAA) note la formation d'une perturbation d'origine subtropicale sur l'Atlantique nord. Au fil des jours, un système de basses pressions se met en place, s'inscrivant dans une circulation d'ouest très dynamique. Le 14 décembre, la dépression apparaît nettement sur les cartes météorologiques, située au large des côtes québécoises. La pression en son centre, de l'ordre de 998 hPa, diminue progressivement, tandis qu'elle se décale vers l'Europe occidentale. En quelques heures, à la suite d'une forte convection atmosphérique, et en lien avec un puissant courant-jet, la dépression engendre une violente tempête. Dans l'après-midi du 15 décembre, un fort coup de vent atteint le nord-ouest de l'Espagne, tandis que dans le golfe de Gascogne, des creux de plusieurs mètres sont relevés. Dans la soirée, le centre dépressionnaire passe au nord de la Bretagne, avant de poursuivre sa trajectoire en Manche, engendrant de violentes rafales de vent dans un « couloir » allant des côtes bretonnes aux côtes aquitaines, avant de se décaler vers l'est. Au matin du 16 décembre, le centre dépressionnaire, assez creux (973 hPa) se situe au large du Pas-de-Calais ; poursuivant sa progression vers le nord-est, il commence à se combler progressivement. Après le passage de la dépression, les vents tournent au nord-ouest, causant une baisse sensible des températures sur une grande partie de la France.
En France, de nombreuses régions d'une grande moitié nord ont été impactées, avec des rafales ayant atteint les 140 à 150 km/h sur certains caps exposés du littoral (156 km/h à la pointe de Chemoulin, en Loire-Atlantique, 141 km/h à la pointe des Baleines, sur l'île de Ré, en Charente-Maritime), et des valeurs de l'ordre de 100 à 140 km/h dans l'intérieur des terres (139 km/h à Clermont-Ferrand, dans le Puy-de-Dôme, 127 km/h à Clamecy, dans la Nièvre, 112 km/h à Châteauroux, dans l'Indre, et 96 km/h à Paris). En Allemagne, où la tempête arrive en deuxième partie de nuit, de violentes rafales sont enregistrées au Bade-Wurtemberg et en Bavière, de même que dans la capitale, Berlin. La Suisse et le Luxembourg ne sont pas épargnés par les intempéries, et quelques dégâts matériels y sont relevés. Le 17 décembre, la tempête, qui a baissé en intensité, atteint la Pologne.

## Impact

### France

Le cargo maltais TK Bremen, échoué le 16 décembre 2011 sur la plage de Kerminihy à Erdeven (Morbihan).

Quarante-sept départements français, de la Bretagne à l'Alsace ont été placés en vigilance orange durant la nuit du 15 au 16 décembre 2011. Des rafales de vent ont été rapportées à l'ouest du pays avec 140 km/h localement et jusqu'à 155 km/h, relevés à Saint-Nazaire (Loire-Atlantique) sur la pointe de Chemoulin.
Dans le Massif central, les rafales ont atteint 212 km/h au sommet du Puy de Dôme ainsi que dans le nord où les rafales ont atteint 189 km/h au Markstein.
Cette tempête a entraîné une perturbation du réseau ferroviaire SNCF en Région Bretagne et un arrêt total en Pays de la Loire. Cependant, les trains circulent normalement entre Rennes et Paris et entre Brest et Lamballe (Côtes-d'Armor). Les chutes d'arbres et de lignes bloquent d'autres voies ferrées secondaires, de même que des routes où la circulation a été interrompue.
N'arrivant pas à tenir son mouillage, au nord de l'île de Groix, le cargo Maltais TK Bremen essaie de se mettre à l'abri mais dérive et s'échoue à proximité de la rivière d'Étel, au niveau de la plage de Kerminihy à Erdeven dans le Morbihan, provoquant une pollution limitée entre Lorient et la presqu'île de Quiberon, la nappe de carburant s'étendant sur 1000 x 5 m,,. L'équipage, ne décomptant aucune victime, a été secouru par hélicoptère,.
Le pompage des cuves de carburant, qui contenaient 180 tonnes de fioul et 40 tonnes de gazole, devait se poursuivre durant la soirée. Le cargo, abîmé, devrait probablement être déconstruit sur place,. À la suite de son échouage sur les côtes bretonnes, le président du Conseil régional Jean-Yves Le Drian annonce le dépôt d'une plainte avec constitution de partie civile après l'échouement sur une plage classée du Morbihan.

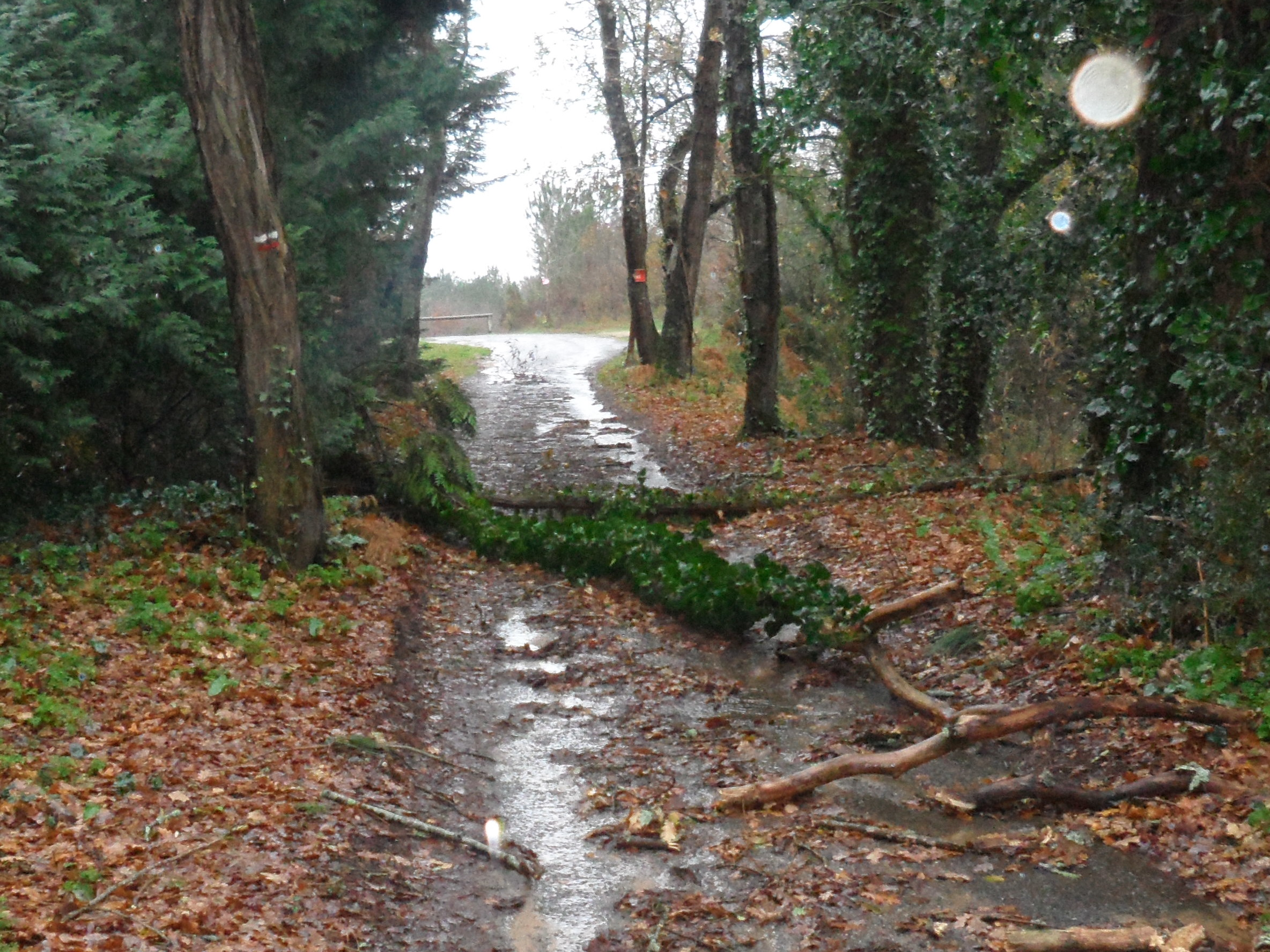
Dégâts dans la forêt de la Coubre, aux Mathes (Charente-Maritime)

Au matin du 16 décembre, Claude Guéant, ministre de l'intérieur, indique que 400 000 foyers sont privés d'électricité,. Électricité de France (EDF) déclenche son plan d'urgence interne à la centrale nucléaire du Blayais. En fin d'après-midi, les 266 000 foyers privés d'électricité passaient à 220 000.
Ce même matin, un incendie s'est déclaré près du village de Volpajola, en Haute-Corse et 200 hectares de végétation ont été détruits. Le feu, qui a démarré jeudi après-midi, dont l'origine est indéterminée, a été attisé par un vent soufflant jusqu'à 100 km/h sur les crêtes.
La tour de contrôle de l'aéroport de Clermont-Ferrand Auvergne a été évacuée à cause de fortes rafales. Au soir du 16 décembre, neuf départements restent en vigilance orange, tandis que la dépression s'éloigne vers le nord-est de l'Allemagne.
Le corps d'une victime âgée de 82 ans, emportée par les crues samedi dernier, a été retrouvée à L'Île-Bouchard en Indre-et-Loire. Le coût des dégâts est estimé entre 180 et 250 millions d'euros, selon une première estimation communiquée lundi 19 décembre 2011 par la Fédération française des sociétés d'assurance (FFSA).

### Suisse
Tout le trafic de la Compagnie générale de navigation sur le lac Léman (CGN) est suspendu pour la journée du vendredi 16 décembre, alors que 1600 pendulaires empruntent quotidiennement les lignes. Dans la matinée du 16, entre Tavannes et Tramelan (nord du canton de Berne), un train a déraillé à la suite de la chute d'un arbre sur la voie, faisant plusieurs blessés. Les fortes précipitations et les vents tempétueux ont pour conséquence un fort risque d'avalanche dans le bas Valais, le Valais central et les Alpes vaudoises, risque noté 4 sur une échelle de 1 à 5.

### Allemagne
La dépression s'éloigne vers l'Allemagne en date du 16 décembre et frappe le nord-est du pays durant la nuit. Hormis les chutes d'arbres, de fortes pluies et des problèmes d'inondations ont été rapportés. Le porte-parole du Deutscher Wetterdienst (DWD), service allemand de météorologie, explique qu'elle traverse le sud du pays apportant pluie et neige dans son sillage sans occasionner de graves dégâts, mais plutôt de gros problèmes de trafic. Joachim génère de fortes chutes de neige dans l'est du pays, notamment la région de Berlin et le Brandebourg. Des vents de 100 km/h ont soufflé à la Bavière et au Bade-Wurtemberg durant la nuit du 17 décembre. Aucun blessé n'a été dénombré, mais énormément de branches tombées des arbres ont bloqué les routes, selon les autorités locales.

### Pologne
La tempête Joachim se dirige vers la Pologne le 17 décembre. InfoRadio dénombre 4 personnes blessées.

## Rafales mesurées

### Allemagne
Les rafales suivantes ont été mesurées le 16 décembre en Allemagne :
| Localité               | Land            | Vitesse  | Observation        | Source    |
| ---------------------- | --------------- | -------- | ------------------ | --------- |
| Zugspitze              | Bavière         | 184 km/h | 2 960 m d'altitude | Meteociel |
| Feldberg (Forêt-Noire) | Bade-Wurtemberg | 169 km/h | 1 493 m d'altitude | Meteociel |
| Munich                 | Bavière         | 101 km/h |                    | Meteociel |

### France
Les rafales suivantes ont été mesurées les 15 et 16 décembre en France :
| Localité                           | Département         | Vitesse  | Observation                            | Source          |
| ---------------------------------- | ------------------- | -------- | -------------------------------------- | --------------- |
| Puy de Dôme                        | Puy-de-Dôme         | 212 km/h | 1 465 m d'altitude                     | Météo-France    |
| Markstein                          | Haut-Rhin           | 189 km/h | 1 184 m d'altitude                     | Meteorologic    |
| Cap Corse                          | Haute-Corse         | 175 km/h | Rafale observée le 17 décembre         | La Chaîne Météo |
| Ballon de Servance                 | Vosges              | 168 km/h | 1 213 m d'altitude                     | Météo-France    |
| Cap Corse                          | Haute-Corse         | 159 km/h |                                        | Meteociel       |
| Pointe de Chémoulin                | Loire-Atlantique    | 156 km/h | Située sur la commune de Saint-Nazaire | Météo-France    |
| Cap Sagro                          | Haute-Corse         | 156 km/h |                                        | Meteociel       |
| Mont Aigoual                       | Lozère,Gard         | 152 km/h | 1 565 m d'altitude                     | Meteociel       |
| Ajaccio                            | Corse-du-Sud        | 150 km/h | Rafale observée le 17 décembre         | La Chaîne Météo |
| Cap Béar                           | Pyrénées-Orientales | 148 km/h |                                        | La Chaîne Météo |
| Île de Ré                          | Charente-Maritime   | 141 km/h |                                        | Météo-France    |
| Pointe du Talut (Belle-Île-en-Mer) | Morbihan            | 141 km/h |                                        | Meteociel       |
| La Ciotat                          | Bouches-du-Rhône    | 141 km/h |                                        | Meteociel       |
| Clermont-Ferrand                   | Puy-de-Dôme         | 139 km/h |                                        | Météo-France    |
| Saint-Sauveur (L'Île-d'Yeu)        | Vendée              | 135 km/h |                                        | Meteociel       |
| Cap de Pertusato                   | Corse-du-Sud        | 135 km/h |                                        | Meteociel       |
| Pointe du Raz                      | Finistère           | 133 km/h |                                        | Météo-France    |
| Leucate                            | Aude                | 133 km/h |                                        | Meteociel       |
| Ouessant                           | Finistère           | 133 km/h |                                        | Meteociel       |
| Biscarrosse                        | Landes              | 133 km/h |                                        | Meteociel       |
| Pointe de Chassiron                | Charente-Maritime   | 130 km/h | Située à Saint-Denis-d'Oléron          | Meteociel       |
| L'Île-Rousse                       | Haute-Corse         | 128 km/h |                                        | Meteociel       |
| Clamecy                            | Nièvre              | 127 km/h |                                        | Météo-France    |
| Vannes                             | Morbihan            | 126 km/h |                                        | Météo-France    |
| Évian                              | Haute-Savoie        | 126 km/h |                                        | La Chaîne Météo |
| Lorient                            | Morbihan            | 122 km/h |                                        | Meteociel       |
| Palaminy                           | Haute-Garonne       | 122 km/h |                                        | La Chaîne Météo |
| Cap Ferret                         | Gironde             | 120 km/h |                                        | Meteociel       |
| Porto-Vecchio                      | Corse-du-Sud        | 120 km/h |                                        | Meteociel       |
| Saint-Agnant                       | Charente-Maritime   | 119 km/h |                                        | Météo-France    |
| Brest                              | Finistère           | 116 km/h |                                        | Météo-France    |
| La Roche-sur-Yon                   | Vendée              | 115 km/h |                                        | Météo-France    |
| Felletin                           | Creuse              | 113 km/h |                                        | France 3        |
| Châteauroux                        | Indre               | 112 km/h |                                        | Météo-France    |
| Saint-Étienne                      | Loire               | 110 km/h |                                        | Météo-France    |
| Poitiers                           | Vienne              | 107 km/h |                                        | Météo-France    |
| Nantes                             | Loire-Atlantique    | 104 km/h |                                        | Météo-France    |
| Bourges                            | Cher                | 104 km/h |                                        | La Chaîne Météo |
| Tours                              | Indre-et-Loire      | 104 km/h |                                        | La Chaîne Météo |
| Niort                              | Deux-Sèvres         | 100 km/h |                                        | Météo-France    |
| Laval                              | Mayenne             | 98 km/h  |                                        | Météo-France    |
| Melun                              | Seine-et-Marne      | 98 km/h  |                                        | Météo-France    |
| Paris                              | Paris               | 96 km/h  | Parc Montsouris                        | Météo-France    |
| Caen                               | Calvados            | 96 km/h  |                                        | Météo-France    |
| Rennes                             | Ille-et-Vilaine     | 96 km/h  |                                        | Météo-France    |
| Roissy                             | Val-d'Oise          | 91 km/h  |                                        | Météo-France    |

Note : une valeur de rafale de 188 km/h est mentionnée au Ballon de Servance d'après la Chaîne Météo. Cette valeur étant particulièrement éloignée de celle mentionnée par Météo-France, elle n'a donc pas été retenue.

### Suisse
Les rafales suivantes ont été mesurées le 16 décembre en Suisse :
| Localité  | Canton                                                               | Vitesse  | Observation        | Source    |
| --------- | -------------------------------------------------------------------- | -------- | ------------------ | --------- |
| Säntis    | Appenzell Rhodes-Extérieures Appenzell Rhodes-Intérieures Saint-Gall | 176 km/h | 2 490 m d'altitude | Meteociel |
| Chasseral | Berne                                                                | 174 km/h | 1 599 m d'altitude | Meteociel |
| La Dôle   | Vaud                                                                 | 148 km/h | 1 670 m d'altitude | Meteociel |
| Moléson   | Fribourg                                                             | 146 km/h | 1 972 m d'altitude | Meteociel |
| Bâle      | Bâle-Ville                                                           | 102 km/h |                    | Meteociel |

## Cumuls pluviométriques
D'importantes précipitations ont accompagné la tempête Joachim. Ci-dessous plusieurs valeurs significatives enregistrées :
| Localité                   | Département       | Précipitations |
| -------------------------- | ----------------- | -------------- |
| Rupt-sur-Moselle           | Vosges            | 90 mm          |
| Saint-Pierre-de-Chartreuse | Isère             | 88 mm          |
| Melle                      | Deux-Sèvres       | 80 mm          |
| Le Lioran                  | Cantal            | 79 mm          |
| Guiscriff                  | Morbihan          | 76 mm          |
| Pougne-Hérisson            | Deux-Sèvres       | 73 mm          |
| Parthenay                  | Deux-Sèvres       | 73 mm          |
| Aulnay                     | Charente-Maritime | 72 mm          |
| Brux                       | Vienne            | 67 mm          |
| Saint-Ségal                | Finistère         | 66 mm          |
| Crempigny                  | Haute-Savoie      | 65 mm          |
| Schirmeck                  | Bas-Rhin          | 60 mm          |

## Coupures d'électricité
Un grand nombre de foyers ont été privés d'électricité, principalement le 16 décembre et dans l'ouest de la France. Certains foyers ont même été privés d'électricité pendant près de 3 jours. Ci-dessous l'évolution des coupures de courant :

### En France
| Date                        | National       | Source      |
| --------------------------- | -------------- | ----------- |
| 16/12/2011 - 1H00           | 30 000 foyers  | Le Parisien |
| 16/12/2011 - 7H00           | 200 000 foyers | Le Parisien |
| 16/12/2011 - 7H50           | 370 000 foyers | Le Parisien |
| 16/12/2011 - 8H45           | 400 000 foyers | Le Parisien |
| 16/12/2011 - 9H30           | 470 000 foyers | Le Parisien |
| 16/12/2011 - matinée        | 600 000 foyers | Le Parisien |
| 16/12/2011 - 11H40          | 330 000 foyers | Le Parisien |
| 16/12/2011 - 13H00          | 319 000 foyers | Le Parisien |
| 16/12/2011 - 19H00          | 226 000 foyers | Le Parisien |
| 17/12/2011 - matin          | 70 000 foyers  | Le Parisien |
| nuit du 17/12 au 18/12/2011 | 5 000 foyers   | Le Parisien |
| 18/12/2011 - mi-journée     | 1 500 foyers   | Le Parisien |

### Par département français
| Département          | Nb de foyers    | Source       |
| -------------------- | --------------- | ------------ |
| Morbihan             | 80 000          | Ouest-France |
| Loire-Atlantique     | 35 000 à 40 000 | Le Parisien  |
| Vendée               | 30 000          | Le Parisien  |
| Maine-et-Loire       | 30 000          | Ouest-France |
| Charente-Maritime    | 30 000          | Energie 2007 |
| Finistère            | 25 000          | Le Parisien  |
| Ille-et-Vilaine      | 16 000          | Le Parisien  |
| Sarthe               | 15 000          | Energie 2007 |
| Dordogne             | 13 000          | Energie 2007 |
| Cher                 | 10 000          | Energie 2007 |
| Haute-Savoie         | 10 000          | Energie 2007 |
| Yonne                | 8 000           | Le Parisien  |
| Nièvre               | 8 000           | Le Parisien  |
| Loir-et-Cher         | 7 000           | Énergie 2007 |
| Loiret               | 7 000           | Énergie 2007 |
| Côtes-d'Armor        | 6 000           | Le Parisien  |
| Vosges               | 6 000           | Energie 2007 |
| Pyrénées-Atlantiques | 5 300           | Energie 2007 |
| Charente             | 5 000           | Energie 2007 |
| Gironde              | 5 000           | Energie 2007 |
| Mayenne              | 5 000           | Energie 2007 |
| Creuse               | 4 000           | Energie 2007 |
| Loire                | 3 500           | Energie 2007 |
| Doubs                | 3 500           | Energie 2007 |
| Côte-d'Or            | 2 500           | Energie 2007 |
| Saône-et-Loire       | 2 500           | Energie 2007 |
| Orne                 | 1 700           | Energie 2007 |
| Haute-Vienne         | 1 200           | Energie 2007 |
| Manche               | 1 000           | Energie 2007 |
| Haute-Saône          | 1 000           | Energie 2007 |

Ces coupures d'électricité ont provoqué des perturbations sur les réseaux de télécommunications.
Exemple, pour la téléphonie mobile, 65 antennes relais de l'opérateur Orange ont été mises hors-service le 16 décembre selon L'EXPRESS.